# К. Генрі Ґордон
К. Генрі Ґордон (англ. C. Henry Gordon; 17 червня 1883, Нью-Йорк — 3 грудня 1940, Лос-Анджелес) — американський актор.

## Фільмографія
| Рік  |   | Українська назва                   | Оригінальна назва              | Роль                             |
| ---- | - | ---------------------------------- | ------------------------------ | -------------------------------- |
| 1940 | ф | Чарлі Чан у будинку воскових фігур | Charlie Chan at the Wax Museum | доктор Крем                      |
| 1938 | ф | Снайпери                           | Sharpshooters                  | Колтер                           |
| 1937 | ф | Софі Ленг їде на захід             | Sophie Lang Goes West          | султан                           |
| 1936 | ф | Під двома прапорами                | Under Two Flags                | лейтенант Петейн                 |
| 1933 | ф | Свист у темряві                    | Whistling in the Dark          | Ломбардо                         |
| 1932 | ф | Обличчя зі шрамом                  | Scarface                       | інспектор Бен Ґуаріно            |
| 1931 | ф | Чорний верблюд                     | The Black Camel                | епізодична роль (немає у титрах) |
| 1930 | ф | Диявол з жінкою                    | A Devil with Women             | епізодична роль (немає у титрах) |